# Wilhelm Pfanhauser junior

Wilhelm Pfanhauser junior, vor 1914

Wilhelm Anton Franz Pfanhauser (* 11. April 1876 in Wien; † 16. September 1960 in Ehrenbichl bei Klagenfurt) war ein österreichischer Galvanotechniker und Unternehmer.

## Leben
Der Sohn von Wilhelm Pfanhauser studierte an der Technischen Hochschule Darmstadt bei den Professoren Erasmus Kittler (Elektrotechnik) und  Otto Dieffenbach (technische Elektrochemie) und wurde 1899 an der Universität Gießen mit einer Dissertation zum Thema „Das elektrochemische Verhalten des Nickelammonsulfats“ zum Dr. phil. promoviert.
Pfanhauser war geprägt durch die galvanotechnische Fabrik seines Vaters. Schon während seines Studiums hatte er diesem immer wieder Anregungen zu den neuesten Mess- und Kontrollverfahren der Elektrochemie gegeben. In Diskussionen mit seinen Lehrern wurde durch ihn die damals neue elektrolytische Verzinkung soweit gefördert, dass er noch während seiner Studienzeit den ersten schwefelsauren Zinkelektrolyten vorlegen konnte, dem bald ein österreichisches Patent folgte. Schon im Jahr 1900 veröffentlichte Pfanhauser jr. ein neues Schnell-Kupfergalvanoplastik-Verfahren.
Seine Fähigkeiten hatte der Vater schnell erkannt und übertrug ihm die Leitung der Berliner Filiale seines Unternehmens. Pfanhauser jr. bereiste Deutschland, Schweden, Norwegen und Russland, wo er sich mehrere Großaufträge sichern konnte, so den ersten heißen Rapidnickelelektrolyten für das Unternehmen Ericsson in Riga, Anlagen in der Nähe von Moskau zum Verzinken von Dachblechen, in St. Petersburg für die Verzinkung von Rohren sowie Verzinkungsanlagen in Ungarn und Polen.
1906 schließlich wurde Wilhelm Pfanhauser jr. von seinem Vater ermächtigt, Verhandlungen mit dem Konkurrenzunternehmen von Dr. Georg Langbein in Leipzig aufzunehmen, die dazu führten, dass schon im Jahr 1907 die Langbein-Pfanhauser Werke gegründet werden konnte.
Pfanhauser jr. kam im Ersten Weltkrieg 1915 in Przemyśl in russische Kriegsgefangenschaft nach Sibirien; dort gelang es ihm, Literatur über das Taylorsystem zu bekommen, und er befasste sich mit der Automatisierung von Arbeitsvorgängen.
Er war lange Jahre Honorarprofessor für technische Elektrochemie an der Technischen Hochschule Braunschweig, die Bergakademie Freiberg verlieh ihm die Ehrendoktorwürde (als Dr.-Ing. E. h.), und kurz vor seinem Tod erhielt er auch eine Ehrendoktorwürde von der Technischen Hochschule Wien.